# Kevin Rodríguez
Kevin José Rodríguez Cortez (Ibarra, 4 de marzo de 2000) es un futbolista ecuatoriano. Juega de extremo y su equipo actual es Royale Union Saint-Gilloise de la Primera División de Bélgica.

## Trayectoria
Kevin se formó en las inferiores del club de su ciudad natal, Imbabura Sporting Club, comenzando con la categoría sub-14, desde 2013 ya demostraba buenas condiciones en las divisiones juveniles donde fue goleador en la sub-18 en 2017, en ese año debutó en el primer plantel del Imbabura en la segunda etapa del torneo de Serie B.
Entre 2018 y 2021 fue parte del equipo gardenio en la tercera división de Ecuador, la Segunda Categoría, disputando los torneos provinciales, las fases zonales y los play-offs del Ascenso Nacional. En 2018 logró el título de campeón provincial con Imbabura, gracias a este campeonato clasificó por primera vez con el Imbabura a la fase preliminar de la Copa Ecuador. Las temporadas venideras siguió en el club en busca del ascenso a la Serie B, en 2021 lograría el objetivo al llegar a la final del certamen nacional, alcanzando el subtítulo tras perder la final única ante Libertad Fútbol Club.
En la temporada 2022 se consolidó como una de las figuras del equipo imbabureño, primero en el retorno a la Serie B donde fue uno de los goleadores del equipo con 10 tantos y también en la Copa Ecuador 2022, marcó uno de los mejores goles del torneo ante Liga Deportiva Universitaria por los octavos de final, anotó el segundo gol con el que Imbabura eliminó al campeón defensor. Tras un gran rendimiento llamó la atención de varios equipos importantes en el fútbol ecuatoriano y en el cuerpo técnico de la selección nacional.
El 2 de diciembre de 2022 se oficial su incorporación a Independiente del Valle de la Serie A de Ecuador.
El 1 de septiembre de 2023 fue anunciada su transferencia al fútbol europeo, al Royale Union Saint-Gilloise de la Primera División de Bélgica por cuatro temporadas con opción a un año más.

## Selección nacional

### Selección absoluta
El 5 de noviembre de 2022 es convocado por Gustavo Alfaro para jugar el partido amistoso ante Irak y también como parte del grupo de sparring de la selección ecuatoriana en su participación en la Copa Mundial de Fútbol de 2022 en Catar. El 14 de noviembre de 2022 fue incluido en la lista final para la Copa Mundial Catar 2022.
El 29 de mayo de 2024, fue incluido en la lista de 26 futbolistas convocados por Félix Sánchez Bas para su participación en la Copa América 2024.

#### Participaciones en Copas Mundiales
| Mundial              | Sede  | Resultado      | Partidos | Goles |
| -------------------- | ----- | -------------- | -------- | ----- |
| Copa Mundial de 2022 | Catar | Fase de grupos | 2        | 0     |

#### Participaciones en eliminatorias
| Eliminatorias      | Sede            | Resultado   | Partidos | Goles |
| ------------------ | --------------- | ----------- | -------- | ----- |
| Eliminatorias 2026 | América del Sur | Clasificado | 14       | 1     |

#### Participaciones en Copa América
| Copa              | Sede           | Resultado        | Partidos | Goles |
| ----------------- | -------------- | ---------------- | -------- | ----- |
| Copa América 2024 | Estados Unidos | Cuartos de final | 4        | 1     |

### Partidos internacionales
Actualizado al último partido disputado el 10 de junio de 2025. 
| \| N.° \| Fecha \| Ciudad \| Rival \| Resultado \| Resultado \| Competencia \| \| --- \| ------------------------ \| ------------- \| ------------ \| ------------ \| --------- \| ----------------------------- \| \| 1. \| 12 de noviembre de 2022 \| Madrid \| Irak \| 0-0 \| Empate \| Amistoso \| \| 2. \| 20 de noviembre de 2022 \| Jor \| Catar \| 2-0 \| Victoria \| Mundial Catar 2022 \| \| 3. \| 25 de noviembre de 2022 \| Rayán \| Países Bajos \| 1-1 \| Empate \| Mundial Catar 2022 \| \| 4. \| 24 de marzo de 2023 \| Sídney \| Australia \| 1-3 \| Derrota \| Amistoso \| \| 5. \| 28 de marzo de 2023 \| Melbourne \| Australia \| 2-1 \| Victoria \| Amistoso \| \| 6. \| 7 de septiembre de 2023 \| Buenos Aires \| Argentina \| 0-1 \| Derrota \| Eliminatorias al Mundial 2026 \| \| 7. \| 12 de septiembre de 2023 \| Quito \| Uruguay \| 2-1 \| Victoria \| Eliminatorias al Mundial 2026 \| \| 8. \| 12 de octubre de 2023 \| La Paz \| Bolivia \| 2-1 \| Victoria \| Eliminatorias al Mundial 2026 \| \| 9. \| 17 de octubre de 2023 \| Quito \| Colombia \| 0-0 \| Empate \| Eliminatorias al Mundial 2026 \| \| 10. \| 16 de noviembre de 2023 \| Maturín \| Venezuela \| 0-0 \| Empate \| Eliminatorias al Mundial 2026 \| \| 11. \| 21 de noviembre de 2023 \| Quito \| Chile \| 1-0 \| Victoria \| Eliminatorias al Mundial 2026 \| \| 12. \| 12 de junio de 2024 \| Chester \| Bolivia \| 3-1 \| Victoria \| Amistoso \| \| 13. \| 16 de junio de 2024 \| East Hartford \| Honduras \| 2-1 \| Victoria \| Amistoso \| \| 14. \| 22 de junio de 2024 \| Santa Clara \| Venezuela \| 1-2 \| Derrota \| Copa América 2024 \| \| 15. \| 26 de junio de 2024 \| Paradise \| Jamaica \| 3-1 \| Victoria \| Copa América 2024 \| \| 16. \| 30 de junio de 2024 \| Glendale \| México \| 0-0 \| Empate \| Copa América 2024 \| \| 17. \| 4 de julio de 2024 \| Houston \| Argentina \| 1-1 (2-4 p.) \| Empate \| Copa América 2024 \| \| 18. \| 6 de septiembre de 2024 \| Curitiba \| Brasil \| 0-1 \| Derrota \| Eliminatorias al Mundial 2026 \| \| 19. \| 10 de septiembre de 2024 \| Quito \| Perú \| 1-0 \| Victoria \| Eliminatorias al Mundial 2026 \| \| 20. \| 15 de octubre de 2024 \| Montevideo \| Uruguay \| 0-0 \| Empate \| Eliminatorias al Mundial 2026 \| \| 21. \| 14 de noviembre de 2024 \| Guayaquil \| Bolivia \| 4-0 \| Victoria \| Eliminatorias al Mundial 2026 \| \| 22. \| 19 de noviembre de 2024 \| Barranquilla \| Colombia \| 1-0 \| Victoria \| Eliminatorias al Mundial 2026 \| \| 23. \| 21 de marzo de 2025 \| Quito \| Venezuela \| 2-1 \| Victoria \| Eliminatorias al Mundial 2026 \| \| 24. \| 5 de junio de 2025 \| Guayaquil \| Brasil \| 0-0 \| Empate \| Eliminatorias al Mundial 2026 \| \| 25. \| 10 de junio de 2025 \| Lima \| Perú \| 0-0 \| Empate \| Eliminatorias al Mundial 2026 \| |                          |               |              |              |           |                               |
| N.° | Fecha                    | Ciudad        | Rival        | Resultado    | Resultado | Competencia                   |
| 1. | 12 de noviembre de 2022  | Madrid        | Irak         | 0-0          | Empate    | Amistoso                      |
| 2. | 20 de noviembre de 2022  | Jor           | Catar        | 2-0          | Victoria  | Mundial Catar 2022            |
| 3. | 25 de noviembre de 2022  | Rayán         | Países Bajos | 1-1          | Empate    | Mundial Catar 2022            |
| 4. | 24 de marzo de 2023      | Sídney        | Australia    | 1-3          | Derrota   | Amistoso                      |
| 5. | 28 de marzo de 2023      | Melbourne     | Australia    | 2-1          | Victoria  | Amistoso                      |
| 6. | 7 de septiembre de 2023  | Buenos Aires  | Argentina    | 0-1          | Derrota   | Eliminatorias al Mundial 2026 |
| 7. | 12 de septiembre de 2023 | Quito         | Uruguay      | 2-1          | Victoria  | Eliminatorias al Mundial 2026 |
| 8. | 12 de octubre de 2023    | La Paz        | Bolivia      | 2-1          | Victoria  | Eliminatorias al Mundial 2026 |
| 9. | 17 de octubre de 2023    | Quito         | Colombia     | 0-0          | Empate    | Eliminatorias al Mundial 2026 |
| 10. | 16 de noviembre de 2023  | Maturín       | Venezuela    | 0-0          | Empate    | Eliminatorias al Mundial 2026 |
| 11. | 21 de noviembre de 2023  | Quito         | Chile        | 1-0          | Victoria  | Eliminatorias al Mundial 2026 |
| 12. | 12 de junio de 2024      | Chester       | Bolivia      | 3-1          | Victoria  | Amistoso                      |
| 13. | 16 de junio de 2024      | East Hartford | Honduras     | 2-1          | Victoria  | Amistoso                      |
| 14. | 22 de junio de 2024      | Santa Clara   | Venezuela    | 1-2          | Derrota   | Copa América 2024             |
| 15. | 26 de junio de 2024      | Paradise      | Jamaica      | 3-1          | Victoria  | Copa América 2024             |
| 16. | 30 de junio de 2024      | Glendale      | México       | 0-0          | Empate    | Copa América 2024             |
| 17. | 4 de julio de 2024       | Houston       | Argentina    | 1-1 (2-4 p.) | Empate    | Copa América 2024             |
| 18. | 6 de septiembre de 2024  | Curitiba      | Brasil       | 0-1          | Derrota   | Eliminatorias al Mundial 2026 |
| 19. | 10 de septiembre de 2024 | Quito         | Perú         | 1-0          | Victoria  | Eliminatorias al Mundial 2026 |
| 20. | 15 de octubre de 2024    | Montevideo    | Uruguay      | 0-0          | Empate    | Eliminatorias al Mundial 2026 |
| 21. | 14 de noviembre de 2024  | Guayaquil     | Bolivia      | 4-0          | Victoria  | Eliminatorias al Mundial 2026 |
| 22. | 19 de noviembre de 2024  | Barranquilla  | Colombia     | 1-0          | Victoria  | Eliminatorias al Mundial 2026 |
| 23. | 21 de marzo de 2025      | Quito         | Venezuela    | 2-1          | Victoria  | Eliminatorias al Mundial 2026 |
| 24. | 5 de junio de 2025       | Guayaquil     | Brasil       | 0-0          | Empate    | Eliminatorias al Mundial 2026 |
| 25. | 10 de junio de 2025      | Lima          | Perú         | 0-0          | Empate    | Eliminatorias al Mundial 2026 |

### Goles internacionales
| \| N.° \| Fecha \| Lugar \| Rival \| Gol \| Resultado \| Resultado \| Competición \| \| --- \| --------------------- \| --------------------------------------- \| --------- \| --- \| ------------ \| --------- \| -------------------------- \| \| 1. \| 12 de octubre de 2023 \| Estadio Hernando Siles, La Paz, Bolivia \| Bolivia \| 2–1 \| 2–1 \| Victoria \| Eliminatorias Mundial 2026 \| \| 2. \| 4 de julio de 2024 \| NRG Stadium, Houston, Estados Unidos \| Argentina \| 1–1 \| 1–1 (2–4 p.) \| Empate \| Copa América 2024 \| |                       |                                         |           |     |              |           |                            |
| N.° | Fecha                 | Lugar                                   | Rival     | Gol | Resultado    | Resultado | Competición                |
| 1. | 12 de octubre de 2023 | Estadio Hernando Siles, La Paz, Bolivia | Bolivia   | 2–1 | 2–1          | Victoria  | Eliminatorias Mundial 2026 |
| 2. | 4 de julio de 2024    | NRG Stadium, Houston, Estados Unidos    | Argentina | 1–1 | 1–1 (2–4 p.) | Empate    | Copa América 2024          |

## Estadísticas

### Clubes
Actualizado al último partido disputado el 17 de agosto de 2025.
| Club                              | Div.          | Temporada     | Liga  | Liga  | Copas nacionales | Copas nacionales | Copas internacionales | Copas internacionales | Otros | Otros | Total | Total |
| Club                              | Div.          | Temporada     | Part. | Goles | Part.            | Goles            | Part.                 | Goles                 | Part. | Goles | Part. | Goles |
| --------------------------------- | ------------- | ------------- | ----- | ----- | ---------------- | ---------------- | --------------------- | --------------------- | ----- | ----- | ----- | ----- |
| Imbabura S. C. · Ecuador          | 2.ª           | 2017          | 2     | 0     | —                | —                | —                     | —                     | —     | —     | 2     | 0     |
| Imbabura S. C. · Ecuador          | 3.ª           | 2018          | 18    | 8     | 1                | 0                | —                     | —                     | —     | —     | 19    | 8     |
| Imbabura S. C. · Ecuador          | 3.ª           | 2019          | 22    | 11    | —                | —                | —                     | —                     | —     | —     | 22    | 11    |
| Imbabura S. C. · Ecuador          | 3.ª           | 2020          | 5     | 1     | —                | —                | —                     | —                     | —     | —     | 5     | 1     |
| Imbabura S. C. · Ecuador          | 3.ª           | 2021          | 13    | 2     | —                | —                | —                     | —                     | —     | —     | 13    | 2     |
| Imbabura S. C. · Ecuador          | 2.ª           | 2022          | 29    | 10    | 4                | 2                | —                     | —                     | —     | —     | 33    | 12    |
| Imbabura S. C. · Ecuador          | Total club    | Total club    | 89    | 32    | 5                | 2                | 0                     | 0                     | 0     | 0     | 94    | 34    |
| Independiente del Valle · Ecuador | 1.ª           | 2023          | 16    | 4     | 1                | 0                | 8                     | 1                     | 0     | 0     | 25    | 5     |
| Independiente del Valle · Ecuador | Total club    | Total club    | 16    | 4     | 1                | 0                | 8                     | 1                     | 0     | 0     | 25    | 5     |
| R. Union Saint-Gilloise · Bélgica | 1.ª           | 2023-24       | 19    | 3     | 4                | 1                | 6                     | 0                     | 0     | 0     | 29    | 4     |
| R. Union Saint-Gilloise · Bélgica | 1.ª           | 2024-25       | 22    | 1     | 2                | 0                | 12                    | 0                     | 0     | 0     | 36    | 1     |
| R. Union Saint-Gilloise · Bélgica | 1.ª           | 2025-26       | 4     | 3     | 1                | 0                | 0                     | 0                     | 0     | 0     | 5     | 3     |
| R. Union Saint-Gilloise · Bélgica | Total club    | Total club    | 45    | 7     | 7                | 1                | 18                    | 0                     | 0     | 0     | 70    | 8     |
| Total carrera                     | Total carrera | Total carrera | 150   | 43    | 13               | 3                | 26                    | 1                     | 0     | 0     | 189   | 47    |
| 1. 2.                             |               |               |       |       |                  |                  |                       |                       |       |       |       |       |

### Selección
Actualizado al último partido disputado el 10 de junio de 2025.
| Selección       | Año             | Amistosos | Amistosos | Amistosos | Continental | Continental | Continental | Mundial | Mundial | Mundial | Total | Total | Total  | Media goleadora |
| Selección       | Año             | Part.     | Goles     | Asist.    | Part.       | Goles       | Asist.      | Part.   | Goles   | Asist.  | Part. | Goles | Asist. | Media goleadora |
| --------------- | --------------- | --------- | --------- | --------- | ----------- | ----------- | ----------- | ------- | ------- | ------- | ----- | ----- | ------ | --------------- |
| Absoluta        | 2022            | 1         | 0         | 0         | —           | —           | —           | 2       | 0       | 0       | 3     | 0     | 0      | 0               |
| Absoluta        | 2023            | 2         | 0         | 0         | 6           | 1           | 0           | —       | —       | —       | 8     | 1     | 0      | 0.13            |
| Absoluta        | 2024            | 2         | 0         | 0         | 9           | 1           | 0           | —       | —       | —       | 11    | 1     | 0      | 0.09            |
| Absoluta        | 2025            | 0         | 0         | 0         | 3           | 0           | 0           | —       | —       | —       | 3     | 0     | 0      | 0               |
| Total selección | Total selección | 5         | 0         | 0         | 18          | 2           | 0           | 2       | 0       | 0       | 25    | 2     | 0      | 0.08            |
| 1. 2.           |                 |           |           |           |             |             |             |         |         |         |       |       |        |                 |

## Palmarés

### Campeonatos provinciales
| Título                        | Club           | Año  |
| ----------------------------- | -------------- | ---- |
| Segunda Categoría de Imbabura | Imbabura S. C. | 2018 |

### Campeonatos nacionales
| Título                      | Club                    | Año  |
| --------------------------- | ----------------------- | ---- |
| Supercopa de Ecuador        | Independiente del Valle | 2023 |
| Copa de Bélgica             | R. Union Saint-Gilloise | 2024 |
| Supercopa de Bélgica        | R. Union Saint-Gilloise | 2024 |
| Primera División de Bélgica | R. Union Saint-Gilloise | 2025 |

### Campeonatos internacionales
| Título              | Club                    | Año  |
| ------------------- | ----------------------- | ---- |
| Recopa Sudamericana | Independiente del Valle | 2023 |